# Cimo de Vila da Castanheira
Cimo de Vila da Castanheira ist eine Ortschaft im Norden Portugals.

## Verwaltung

### Die Gemeinde
Cimo de Vila da Castanheira ist Sitz einer gleichnamigen Gemeinde (Freguesia) im Kreis (Concelho) von Chaves. In ihr leben 338 Einwohner auf einer Fläche von 16,4 (Stand 19. April 2021).
Zwei Ortschaften liegen in der Gemeinde:
- Cimo de Vila da Castanheira
- Dadim

### Bevölkerungsentwicklung
| Einwohnerzahl der Gemeinde Cimo de Vila da Castanheira (1900–2011) | Einwohnerzahl der Gemeinde Cimo de Vila da Castanheira (1900–2011) | Einwohnerzahl der Gemeinde Cimo de Vila da Castanheira (1900–2011) | Einwohnerzahl der Gemeinde Cimo de Vila da Castanheira (1900–2011) | Einwohnerzahl der Gemeinde Cimo de Vila da Castanheira (1900–2011) | Einwohnerzahl der Gemeinde Cimo de Vila da Castanheira (1900–2011) | Einwohnerzahl der Gemeinde Cimo de Vila da Castanheira (1900–2011) |
| ------------------------------------------------------------------ | ------------------------------------------------------------------ | ------------------------------------------------------------------ | ------------------------------------------------------------------ | ------------------------------------------------------------------ | ------------------------------------------------------------------ | ------------------------------------------------------------------ |
| 1900                                                               | 1920                                                               | 1940                                                               | 1960                                                               | 1981                                                               | 2001                                                               | 2011                                                               |
| 712                                                                | 634                                                                | 767                                                                | 1 159                                                              | 938                                                                | 605                                                                | 479                                                                |

## Söhne und Töchter der Gemeinde
- Amândio José Tomás (* 1943), Bischof von Vila Real